# Psichotoe gnatula
Psichotoe gnatula är en fjärilsart som beskrevs av Jean Baptiste Boisduval 1847. Psichotoe gnatula ingår i släktet Psichotoe och familjen björnspinnare. Inga underarter finns listade.